# Aziatische PGA Tour 2014
De Aziatische PGA Tour 2014 was het 20ste seizoen van de Aziatische PGA Tour, sinds 1995. Het seizoen begon met het SAIL-SBI Open, in februari, en het eindigde met het Dubai Open, in december. Er stonden 22 golftoernooien op de kalender, inclusief de EurAsia Cup die om de twee jaar werd georganiseerd.

## Kalender
| Data  | Data  | Toernooi                                 | Land        | Winnaar            | Score | Score | Info                     |
| ----- | ----- | ---------------------------------------- | ----------- | ------------------ | ----- | ----- | ------------------------ |
| 26-02 | 01-03 | SAIL-SBI Open                            | India       | Rashid Khan po     | 270   | –18   |                          |
| 13-03 | 16-03 | Solaire Open                             | Filipijnen  | Richard T. Lee     | 267   | –7    |                          |
| 28-03 | 30-03 | EurAsia Cup                              | Maleisië    | Geen winnaar       | 10-10 | 10-10 | Nieuw toernooi (Verslag) |
| 17-04 | 20-04 | Maybank Malaysian Open                   | Maleisië    | Lee Westwood       | 270   | –18   | Verslag                  |
| 24-04 | 27-04 | CIMB Niaga Indonesian Masters            | Indonesië   | Anirban Lahiri     | 271   | –17   |                          |
| 01-05 | 04-05 | The Championship at Laguna National      | Singapore   | Felipe Aguilar     | 266   | –22   | Eenmalig toernooi        |
| 15-05 | 18-05 | ICTSI Philippine Open                    | Filipijnen  | Marcus Both        | 282   | –6    |                          |
| 05-06 | 08-06 | Queen's Cup                              | Thailand    | Thaworn Wiratchant | 272   | –12   |                          |
| 04-09 | 07-09 | Omega European Masters                   | Zwitserland | David Lipsky po    | 262   | –18   | Verslag                  |
| 11-09 | 14-09 | Yeangder Tournament Players Championship | Taiwan      | Prom Meesawat po   | 277   | –11   |                          |
| 18-09 | 21-09 | Worldwide Holdings Selangor Masters      | Maleisië    | Chapchai Nirat po  | 274   | –10   |                          |
| 25-09 | 28-09 | Asia-Pacific Open Diamond Cup Golf       | Japan       | Hiroyuki Fujita    | 278   | –6    |                          |
| 02-10 | 05-10 | Mercuries Taiwan Masters                 | Taiwan      | Steve Lewton       | 283   | –5    |                          |
| 16-10 | 19-10 | Hong Kong Open                           | Hongkong    | Scott Hend po      | 267   | –13   |                          |
| 23-10 | 26-10 | Venetian Macau Open                      | Macau       | Anirban Lahiri     | 267   | –17   |                          |
| 30-10 | 02-11 | CIMB Classic                             | Maleisië    | Ryan Moore         | 271   | –17   |                          |
| 06-11 | 09-11 | Panasonic Open India                     | India       | Shiv Chowrasia po  | 276   | –12   |                          |
| 13-11 | 16-11 | Chiangmai Golf Classic                   | Thailand    | Rashid Khan        | 271   | –17   |                          |
| 20-11 | 23-11 | Resorts World Manila Masters             | Filipijnen  | Mardan Mamat       | 268   | –20   |                          |
| 27-11 | 30-11 | King's Cup                               | Thailand    | Thaworn Wiratchant | 268   | –20   |                          |
| 04-12 | 07-12 | Indonesia Open                           | Indonesië   | Pádraig Harrington | 268   | –16   |                          |
| 14-12 | 11-12 | Thailand Golf Championship               | Thailand    | Lee Westwood       | 280   | –8    |                          |
| 18-12 | 21-12 | Dubai Open                               | V.A.E.      | Arjun Atwal        | 272   | –16   | Nieuw toernooi           |

| po = winnaar na play-off |

2010 ·
2011 ·
2012 ·
2013 ·
2014 ·
2015